# ¿Robaron los cristianos la Navidad?
 Did Christians Steal Christmas?  es un libro de bolsillo de 32 páginas escrito por Robert Stovold.
Publicado en 2007 por la Sociedad Nacional Secular (ISBN 978-0-903752-05-3), describe las similitudes entre la historia de Navidad tradicional y la anterior historia pagana para concluir que los cristianos "robaron la Navidad". 
El libro tiene su origen en un trabajo de 1974 de R.J. Condon titulado "Nuestras fiestas paganas" Our Pagan Christmas [Footnote: p. 9] pero el libro de Stovold de 2007 contiene material adicional y una extensa bibliografía que incluye hiperenlaces a textos de interés

## Sinopsis
El libro se divide en tres secciones
- Parte 1: “The timing of Christmas”: hace referencia a que no todas las iglesias cristianas celebran la Navidad el 25 de diciembre y los estudiosos tan solo pueden aproximar la fecha de nacimiento de Jesús y las celebraciones navideñas sustituyen a las festividades paganas similares.
- Parte 2: “The Christmas Story”: analiza aspectos de la historia de la Navidad como el nacimiento virginal, la estrella de Belén, los reyes magos, el establo y la masacre de los inocentes, similares a antiguos ritos y símbolos paganos.
- Parte 3: “Christmas Customs”: señala que  "además de dar forma a elementos clave de la narración de la Navidad en sí, el paganismo también influyó en algunas de las tradiciones navideñas más seculares [Footnote: p. 21]. Stovold señala símbolos navideños como los Villancicos, el Boar’s Head, el pavo, el árbol de Navidad, etc.